# Biofotón
El biofotón (del griego βιο, que significa « vida » y φωτο, « luz ») es un fotón de origen biológico que no es el resultado de los productos de una reacción enzimática específica.
Se trata por tanto de una quimioluminiscencia de origen biológico que se distingue de la bioluminiscencia por la ausencia de mecanismo enzimático relacionado, y por una magnitud o intensidad ultra-débil (del inglés, ultra-weak spontaneous photon emission, o a veces, de forma más simple, ultra-weak photon emission).
El descubrimiento del biofotón se atribuye al ruso Alexander Gurvich, biólogo soviético que desarrolló la teoría de los campos morfogenéticos. Fritz-Albert Popp, inventor del término, definió los biofotones mediante la intensidad de su emisión en la superficie de los tejidos vivientes, que es del orden de 10 a 1000 fotones por centímetro cuadrado y por segundo.
La biofotónica concierne al estudio, investigación y utilización del conocimiento sobre los biofotones. 
Las investigaciones tratan por lo general sobre puntos fundamentales de biofísica y materias relacionadas — por ejemplo, el metabolismo y el crecimiento y diferenciación de la célula, las relaciones entre la así llamada «luminiscencia retardada» y el espectro de las emisiones luminosas en la bioquímica de las macromoléculas en los tejidos vivos, etc.
La magnitud típica de los biofotones en los espectros visible y ultravioleta es como mucho del orden de algunas centenas por centímetro cuadrado de superficie y segundo, es decir, mucho más débil que la de la bioluminiscencia típica, pero más fuerte que en la termodinámica en el caso de los cuerpos negros. En un primer momento, la detección de estos fotones ha sido realizada por Fritz-Albert Popp gracias al desarrollo de  tubos fotomultiplicadores de sensibilidad incrementada y con ruido de fondo disminuido. No obstante, con esta técnica, solo podían analizarse muestras biológicas de pequeña dimensión, tal como fragmentos de tejidos celulares o semillas (grains). Con el desarrollo de sensores CCD y de lentes ópticas con prestaciones mejoradas, Masaki Kobayashi, del Tohoku Institute of Technology en Sendai, en Japón, ha conseguido fotografiar la emisión de biofotones macroscópicamente en la superficie de individuos en reposo con tiempos de exposición de menos de 
20 minutos. Esto ha permitido confirmar por primera vez una correlación entre actividad metabólica y emisión de biofotones independiente de la temperatura y de la emisión  de radiación infrarroja.
Hace años que se está empezando a rearticular una investigación y aplicación científica de la biofotónica en relación con posibles terapias médicas. Existen evidencias que indican que es necesaria la colaboración de una intensa actividad fotónica dentro de la célula para que la reactividad química alcance la magnitud que de hecho alcanza en ella: «(dicha actividad química intensa) solo es posible si existe una cavidad resonadora de ondas, que también proporciona tanto la estabilidad necesaria para las disposiciones moleculares como las fuerzas que guían su movimiento». Por tanto, según Popp desarrolla en el artículo citado, si utilizamos la hipótesis sugerida por estos hechos (la de la coherencia de los fotones) vemos que podemos predecir «una diversidad de fenómenos biológicos […] proveyéndonos con una base fiable desde donde poder examinar la teoría y obtener una comprensión más profunda de la biología».